# 阿南惟茂
阿南惟茂（日语：／ Anami Koreshige，1941年1月16日—2024年11月13日），日本外交官。曾任日本駐中國大使。阿南惟茂出生於東京，父親為前陸軍大臣阿南惟幾，東京大學法學部畢業，1967年入外務省。曾任外務省在日本駐華大使館參贊、情報調査局企畫課長、亞洲局中國課長、大臣官房會計課長、亞特蘭大總領事、亞洲局局長。2001年阿南惟茂出任駐中華人民共和國大使。2002年發生瀋陽總領事館事件，在事件中阿南的應對被視為失職，遭到批評，最後遭到日方處分。2006年卸任。